# Wolke (Heraldik)

Eine stilisierte Wolke

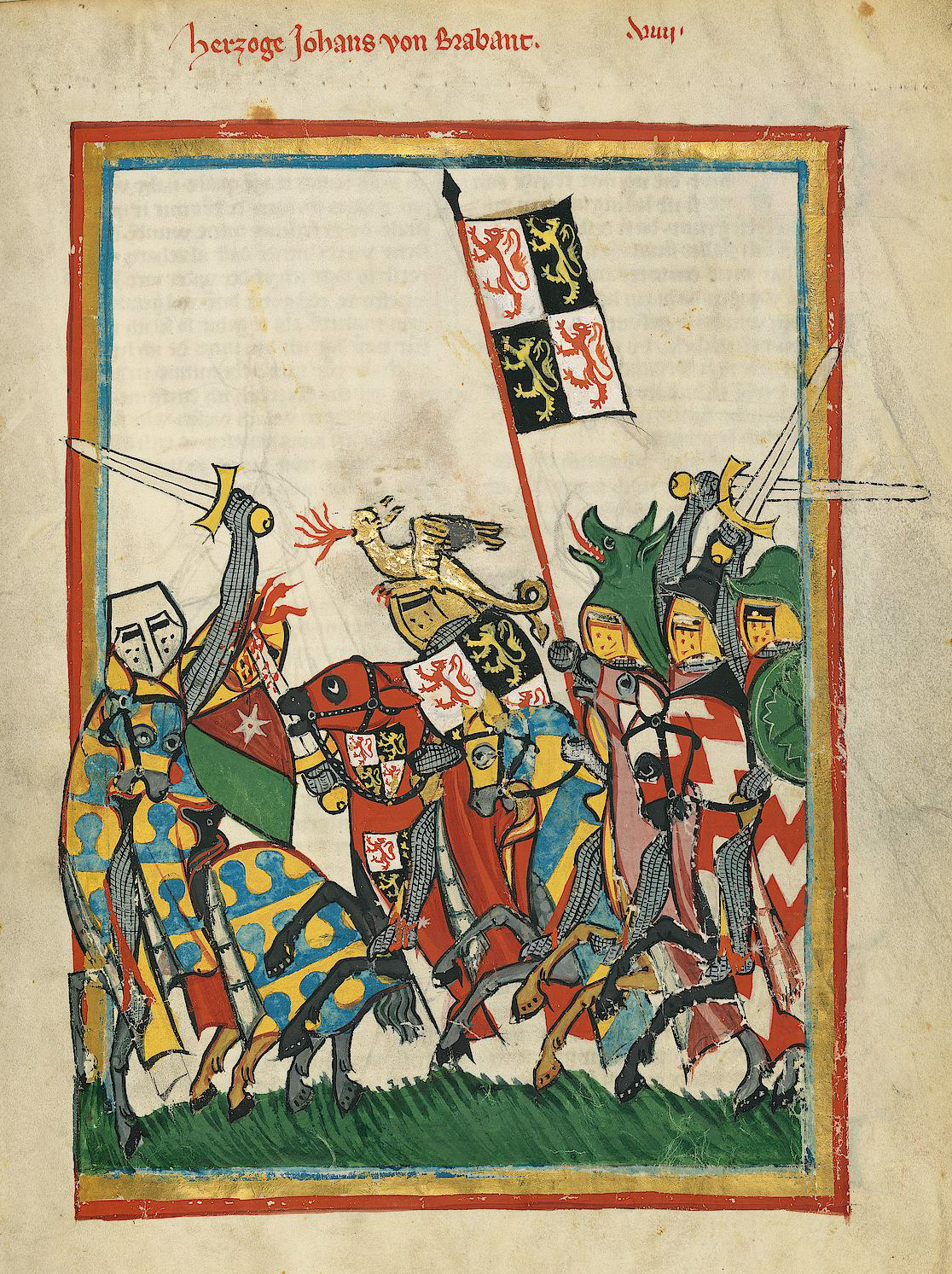
Ritter mit Wolkenfeh-Schabracke (links, Codex Manesse, 14. Jahrhundert)

Die Wolke  in der Heraldik tritt in zwei Formen im oder über dem Wappen auf. Sie kann Heroldsbild oder Wappenfigur sein. In der Form als Wolkenfeh wird sie dann zu den heraldischen Tinkturen gerechnet.

## Heroldsbild
Dargestellt werden in der Regel ein Halbkreis, der etwas eingebogen ist und in den nächsten Halbkreis übergeht. Bevorzugte Farbe ist in Silber die blaue Wolke. Hier ist sie in der Form ein beliebtes Heroldsbild.
Durch Kombination mit anderen Heroldsbildern entstehen neue Formen. Die Benennung der Figur hat dann die „Vorsilbe“ Wolken. Als wichtigste Figuren sind die Wolkenfeh, der Wolkenbord, der Wolkenschnitt, das Wolkenkreuz, die Wolkenleiste als schmaler Wolkenbalken, beziehungsweise der Wolkenpfahl  zu nennen.
In den Kommunalwappen Südwestdeutschlands ist der Wolkenbord häufig zu finden; hier verweist er auf eine ehemalige Zugehörigkeit zum Herrschaftsgebiet der Fürsten von Fürstenberg.

Wolkenfeh
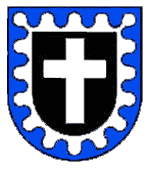
Wolkenbord
Wolkenschnitt
Bord im Doppelwolkenschnitt

## Wappenfigur
Die andere Form der Darstellung im Wappen ist der natürlichen Wolke nachempfunden und als Wappenfigur selten. Aus der Wolke zucken gelegentlich ein bis drei Blitze, die auch stilisiert als Zackenlinie mit Pfeilspitze dargestellt werden, oder ein Heiliger steht auf einer schwebenden Wolke im Schild (Baryssau) oder im Oberwappen.

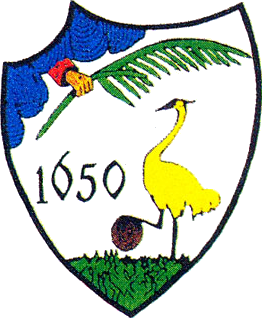
Natürliche Wolke (Kranichfeld, redend)
Natürliche Wolke (Saarlouis)
Arm aus natürlicher Wolke am Schildrand (Grundsheim)
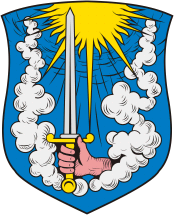
Hand mit Schwert kommt aus Wolke (Gwardeisk)
Wolke mit Strahlen  (in Hengersberg)
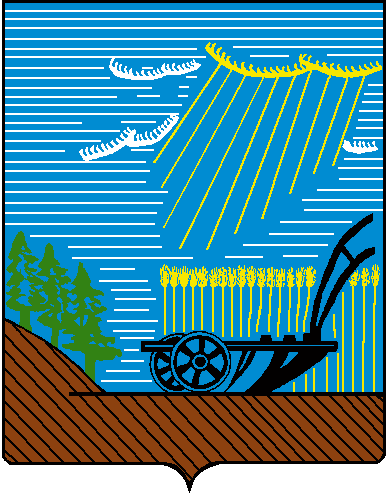
'Himmel' (in Müllendorf)
Den Kreislauf des Wassers andeutend: Niederbronn-les-Bains